# Мехтилд фон Хоенлое-Браунек
Мехтилд фон Хоенлое-Браунек (на немски: Mechtild von Hohenlohe-Brauneck; * пр. 1249; † 1293) е графиня от Хоенлое-Браунек и чрез женитби пфалцграфиня на Тюбинген и господарка на Дюрн-Форхтенберг в Баден-Вюртемберг.

## Произход
Тя е дъщеря на граф Конрад фон Хоенлое-Браунек-Романя († 1249) и съпругата му Петриса фон Бюдинген († сл. 1249), дъщеря на Герлах II фон Бюдинген († 1247), бургграф на Гелнхаузен, и първата му съпруга Мехтхилд фон Цигенхайн († 1229).

## Фамилия
Първи брак: с пфалцграф Конрад фон Тюбинген († 1253), единственият син на пфалцграф Хуго III фон Тюбинген († 1216). Те имат една дъщеря:
- Елизабет фон Тюбинген, омъжена за граф Ото II фон Еберщайн († 1286/1287), син на Ото I фон Еберщайн († 1278)

Втори брак: през 1253 г. (разрешение от папата на 10 декември 1253) с Рупрехт II фон Дюрн-Форхтенберг († сл. 6 май 1306), син на Конрад I фон Дюрн († 1258) и Мехтилд фон Лауфен († сл. 1276). Те имат децата:
- Рупрехт III фон Дюрн († 1323), граф
- Аделхайд фон Дюрн († сл. 1306), монахиня в Зелигентал
- дъщеря, омъжена за Конрад фон Крутхайм-Боксберг († 1281), син на Крафто фон Крутхайм-Боксберг († 1268/1271) и Аделхайд фон Велденц († пр. 1268). Той е внук на Волфрад I фон Крутхайм († 1234) и Аделхайд фон Боксберг († сл. 1213)
- Мехтилд фон Дюрн († ок. 1288/1292), омъжена пр. 30 март 1282 г. за граф Рудолф II фон Вертхайм († 1303/1306)